# Tutow
Tutow település Németországban, Mecklenburg-Elő-Pomeránia tartományban. Lakosainak száma 1013 fő (2023. december 31.).

## Népesség
A település népességének változása:
| Lakosok száma | 1107 | 1078 | 1011 | 995  | 1013 |
|               | 2017 | 2019 | 2021 | 2022 | 2023 |